# Saiki
Saiki (japonsky:佐伯市 Saiki-ši) je japonské město v prefektuře Óita na ostrově Kjúšú. Žije zde přes 73 tisíc obyvatel na rozloze téměř 904 km.

## Partnerská města
- Gladstone, Austrálie
- Chan-tan, Čínská lidová republika